# Épaux-Bézu
Épaux-Bézu är en kommun i departementet Aisne i regionen Hauts-de-France i norra Frankrike. Kommunen ligger  i kantonen Château-Thierry som ligger i arrondissementet Château-Thierry. År 2022 hade Épaux-Bézu 540 invånare.

## Befolkningsutveckling
Antalet invånare i kommunen Épaux-Bézu
Referens: INSEE